# Franziska Lackner
Franziska „Ninni“ Lackner (* 14. Juni 1897 in Brünn, Mähren; † 15. Jänner 1975 in Wien, Österreich) war eine österreichische Heimatforscherin sowie Lehrerin und Schuldirektorin.

## Leben
Franziska Lackner wurde am 14. Juni 1897 in der mährischen Hauptstadt Brünn geboren. Nach ihrer Ausbildung an der Lehrerbildungsanstalt an Volks- und Hauptschulen wurde sie im Jahre 1936 aufgrund des Doppelverdienergesetzes zwangspensioniert. Nach dem Zweiten Weltkrieg arbeitete sie zwischen 1946 und 1950 als Referentin für Denkmal- und Stadtbildpflege im Kulturamt der Stadt Wien. Zusammen mit Hans Pemmer, dessen langjährige Mitarbeiterin und Weggefährtin sie war, publizierte sie bereits im Jahre 1935 das Buch Der Wiener Prater einst und jetzt. Im Amtsblatt der Stadt Wien, in den Wiener Geschichtsblättern, sowie in diversen anderen Zeitungen und Zeitschriften erschienen Aufsätze Lackners. Im Jahre 1947 entstand aus einer Zusammenarbeit mit Pemmer das Buch Der Döblinger Friedhof. Seine Toten, seine Denkmäler. Aufgrund der Nähe zu Pemmer setzte sie sich auch für das von ihm im Jahre 1933 in seiner Privatwohnung gegründete Pratermuseum ein und arbeitete intensiv am Aufbau des Museums mit. Auch an der Übersiedlung der Sammlung aus der Wohnung Pemmers ins Wiener Planetarium wirkte Lackner mit; Pemmer hat seine Sammlung anlässlich der Eröffnung des Planetarium im Jahre 1964 der Stadt Wien geschenkt. Ab diesem Jahr bis 1972 war sie auch am Aufbau des Gastronomischen Museums beteiligt. Am 15. Jänner 1975 starb Lackner 77-jährig in ihrer Wohnung in der Staudgasse 20 im 18. Wiener Gemeindebezirk Währing. Sie wurde in einem ehrenhalber gewidmeten Grab auf dem Wiener Zentralfriedhof (Gruppe 40, Nummer 5) bestattet.

## Werke (Auswahl)
- Der Wiener Prater einst und jetzt. zusammen mit Hans Pemmer. Jugend und Volk, Wien 1935.
- Der Döblinger Friedhof. Seine Toten, seine Denkmäler. zusammen mit Hans Pemmer. Rausch, Wien 1947.
- Die Währinger Straße. zusammen mit Hans Pemmer. Verein zur Erhaltung und Förderung des Heimatmuseums Alsergrund, Wien 1968.
- Die Lange Gasse. zusammen mit Hans Pemmer. Bezirksmuseum Josefstadt, Wien 1976.